# Бут Володимир Володимирович
Володимир Володимирович Бут (рос. Владимир Владимирович Бут, нар. 7 вересня 1977, Новоросійськ) — російський футболіст, що грав на позиції півзахисника.
Виступав, зокрема, за «Боруссію» (Дортмунд), з якою став переможцем Ліги чемпіонів УЄФА та володарем Міжконтинентального кубка. Також виступав за національну збірну Росії, у складі якої зіграв два матчі.

## Клубна кар'єра
Народився 7 вересня 1977 року в місті Новоросійськ. Вихованець новоросійської футбольної школи (тренер Володимир Княжев), з 15 років виступав у місцевому клубі «Чорноморець» у Першій лізі Росії. Загалом за три сезони Бут взяв участь у 40 матчах другого за рівнем дивізіону країни.
Влітку 1994 року після вдалих виступів на юніорському чемпіонаті Європи в Ірландії (в одному з матчів була обіграна Німеччина 2:0), матчі якого переглядав один з тренерів дортмундської «Боруссії» Едді Бекамп, клуб запросив гравця і Володимир у 17 років поїхав до Німеччини. Однією з причин від'їзду стало вбивство батька, Володимира Георгійовича Бута, 27 вересня 1993 року в Новоросійську.
У Німеччині Бут спочатку виступав за юніорську команду «Боруссії», а з сезону 1996/97 став виступати за першу команду. У 1997 році «Боруссія» виграла Лігу чемпіонів, і Володимир став другим російським футболістом після Ігоря Добровольського, який удостоївся цього трофею. Загалои за чотири сезони Бут зіграв за клуб 76 матчів у Бундеслізі, але у жовтні 2000 року покинув клуб незабаром після приходу на тренерський місток клубу Маттіаса Заммера.
Протягом наступних трьох сезонів Бут був основним гравцем іншого німецького клубу «Фрайбург», з яким у сезоні 2001/02 вилетів з Бундсліги, але наступного року допоміг команді стати першою і повернутись у вищий дивізіон, після чого покинув клуб і пів року залишався без роботи. У січні 2004 року підписав контракт з клубом «Ганновер 96», але провів лише чотири гри в Бундеслізі за наступні півтора року.
Після закінчення контракту з «Ганновером» Бут збирався перейти в шотландський «Гартс» і англійський «Болтон», але переходи зірвалися в останній момент. В результаті гравець перейшов в «Шинник» (Ярославль), в якому у 2005 році зіграв 7 матчів у російській Прем'єр-лізі.
Протягом 2006 року залишався без клубу, а у січні 2007 року перебував на перегляді в «Динамо» (Бухарест), але в ході збору його кандидатура була відхилена головним тренером команди через недостатню фізичну готовність. У підсумку 2007 рік Бут також фактично пропустив, граючи на регіональному рівні в Швейцарії, де постійно проживала його сім'я.
Перед сезоном 2008 року підписав контракт з рідним новоросійським «Чорноморцем», що виступав у першому дивізіоні Росії, де зіграв 37 матчів і забив 5 голів.
У 2008 році оголосив про завершення кар'єри, але через півроку відновив виступи, підписавши дворічний контракт з грецьким клубом «Левадіакос». Однак незабаром сербський тренер Момчило Вукотич відмовився від послуг Володимира і той не зіграв за клуб жодного офіційного матчу.
Потім Бут перейшов у грецький ОФІ, але пішов з футболу після одного невдалого сезону.
Після повернення в Росію працював тренером дубля «Чорноморця», який виступав у вищій лізі чемпіонату Краснодарського краю. З 2016 року — спортивний директор новоросійського клубу.
| Дата      | Місто  | Господарі | Результат | Гості | Турнір           | Голи | Примітки |
| --------- | ------ | --------- | --------- | ----- | ---------------- | ---- | -------- |
| 1-8-1999  | Мінськ | Білорусь  | 0 – 2     | Росія | товариський матч | -    | 70'      |
| 23-2-2000 | Хайфа  | Ізраїль   | 4 – 1     | Росія | товариський матч | -    | 65'      |
| Усього    |        | Матчів    | 2         |       | Голів            | 0    |          |

## Титули і досягнення
- Чемпіон Німеччини (1):

«Боруссія» (Дортмунд): 1995–1996
- Володар Суперкубка Німеччини (1):

«Боруссія» (Дортмунд): 1996
- Переможець Ліги чемпіонів УЄФА (1):

«Боруссія» (Дортмунд): 1996–1997
- Володар Міжконтинентального кубка (1):

«Боруссія» (Дортмунд): 1997

## Особисте життя
Одружений, дружина Жаннет, бізнесвумен, власниця салонів краси у Цюриху. Мають двох синів, Брендон-Владимир та Ентоні.
Старший брат Володимира Віталій — також був футболістом і грав за «Чорноморець». У 2015 році став депутатом міської Думи Новоросійська, а 2016 року очолив Раду директорів ФК «Чорноморець».